# Fosfolipazy

Schemat z oznaczonymi miejscami działania poszczególnych fosfolipaz. Fosfolipaza B rozcina wiązania zarówno w pozycji PLA1, jak i PLA2.

Fosfolipazy – grupa enzymów hydrolizujących fosfolipidy. Występują we wszystkich ludzkich tkankach oraz soku trzustkowym, należą do egzotoksyn bakteryjnych oraz wchodzą w skład śliny węży.

## Podział
Wyróżnia się fosfolipazy A1, A2, B, C i D, z których każda hydrolizuje wiązanie estrowe w specyficznym dla niej miejscu:
- fosfolipaza A1(inne języki) – rozcina wiązanie estrowe w pozycji C1.
- fosfolipaza A2(inne języki) – rozcina wiązanie estrowe w pozycji C2. Bierze ona udział w szlaku syntezy eikozanoidów przez uwalnianie kwasu arachidonowego z fosfolipidów błonowych[4].
- fosfolipaza B(inne języki) – rozcina wiązanie estrowe zarówno w pozycji C1, jak i C2.
- fosfolipaza C(inne języki) – rozcina wiązanie fosfodiestrowe, w wyniku czego powstaje diacyloglicerol. Bierze ona udział w transmisji sygnałów z błony komórkowej do wnętrza komórki (Związanie niektórych hormonów przez receptor błonowy aktywuje ją powodując rozkład fosfatydyloinozytolo-4,5-bis-fosforanu do diacyloglicerolu (DAG) i inozytolo-1,4,5-tris-fosforanu (IP3), które działają jako wtórne przekaźniki.)[5].
- fosfolipaza D(inne języki) – rozcina wiązanie fosfodiestrowe, w wyniku czego powstaje kwas fosfatydowy(inne języki).

Ostateczne produkty hydrolizy determinowane są przez rodzaj rozkładanego fosfolipidu.
Fosfolipazy odgrywają kluczową rolę w wielu procesach komórkowych, takich jak sygnalizacja komórkowa, remodelowanie błon komórkowych, endocytoza, egzocytoza oraz regulacja cytoszkieletu. Na przykład fosfolipaza D uczestniczy w tworzeniu kwasu fosfatydowego, który działa jako lipidowy mediator w procesach sygnalizacji komórkowej i jest prekursorem innych bioaktywnych lipidów, takich jak diacyloglicerol (DAG) czy kwas lizofosfatydowy (LPA). Zaburzenia w funkcjonowaniu fosfolipaz mogą prowadzić do różnych stanów patologicznych, w tym chorób zapalnych, neurodegeneracyjnych oraz nowotworowych.